# Then She Found Me
Then She Found Me (bra: Quando Me Apaixono; prt: Até que Me Encontrou...) é um filme independente estadunidense de 2007 dirigido por Helen Hunt, do gênero comédia dramática. O roteiro de Hunt, Alice Arlen e Victor Levin é muito vagamente baseado no romance literário homônimo de Elinor Lipman.
A trilha sonora do filme inclui "For You" de Duncan Sheik, "In The Red" de Tina Dickow, "I'm Say Sorry Sorry Now" de Shawn Colvin, "Naked As We Came" de Iron & Wine e "Cool, Clear Water", de Bonnie Raitt.
O filme estreou no Festival Internacional de Cinema de Toronto em 2007 e foi exibido em vários festivais de cinema de 2008, incluindo o Festival Internacional de Cinema de Palm Springs, o Festival Internacional de Cinema de Portland, o Festival Internacional de Cinema de Boulder, o Festival Internacional de Cinema de Cleveland, South by Southwest e o Ashland Independent Film Festival. Em 25 de abril de 2008, estreou em nove cinemas nas cidades de Nova Iorque e Los Angeles, seguido por um lançamento limitado nos EUA em 63 outros cinemas nos EUA em 2 de maio de 2008. O filme ganhou US$ 72.594 dólares em nove telas no fim de semana de estreia e, ao final, arrecadou US$ 3,7 milhões nos EUA e US$ 4,7 milhões em mercados estrangeiros, totalizando bilheteria mundial de US$ 8,4 milhões.
O filme marca a estreia de Helen Hunt na direção cinematográfica. Na televisão, já havia dirigido quatro episódios da série Mad about You.

## Sinopse
Perto de completar 40 anos, April (Helen Hunt) deseja ter um filho. Após várias tentativas frustradas de engravidar e a surpresa ante o súbito desejo do marido de se separar, sua mãe adotiva morre e uma apresentadora de TV aparece dizendo ser sua mãe verdadeira.

## Elenco
- Helen Hunt como April Epner
- Bette Midler como Bernice Graves
- Colin Firth como Frank
- Matthew Broderick como Ben Green
- Ben Shenkman como Dr. Freddy Epner
- Salman Rushdie como Dr. Masani
- John Benjamin Hickey como Alan
- Lynn Cohen como Trudy Epner
- Maggie Siff como Lily

Janeane Garofalo e Tim Robbins fazem breves aparições como eles mesmos. O autor Salman Rushdie interpreta o Dr. Masani. Helen Hunt fez uma ponta em Bob Roberts, filme de estreia de Tim Robbins na direção. Agora, o ator pagou a dívida com uma pequena participação em Then She Found Me.

## Recepção
A resposta crítica ao filme foi mista e recebeu uma classificação de 50% no Rotten Tomatoes. Enquanto alguns críticos elogiaram o filme por ter desempenhos fortes, outros sentiram que o filme estava atolado por um roteiro fraco e por questões técnicas. Os fãs do livro discordaram das diferenças substanciais entre o livro e o filme. Ruthe Stein, do San Francisco Chronicle elogiou o filme e o elenco, John Anderson, do The Washington Post, foi mais crítico.